# Viewdata

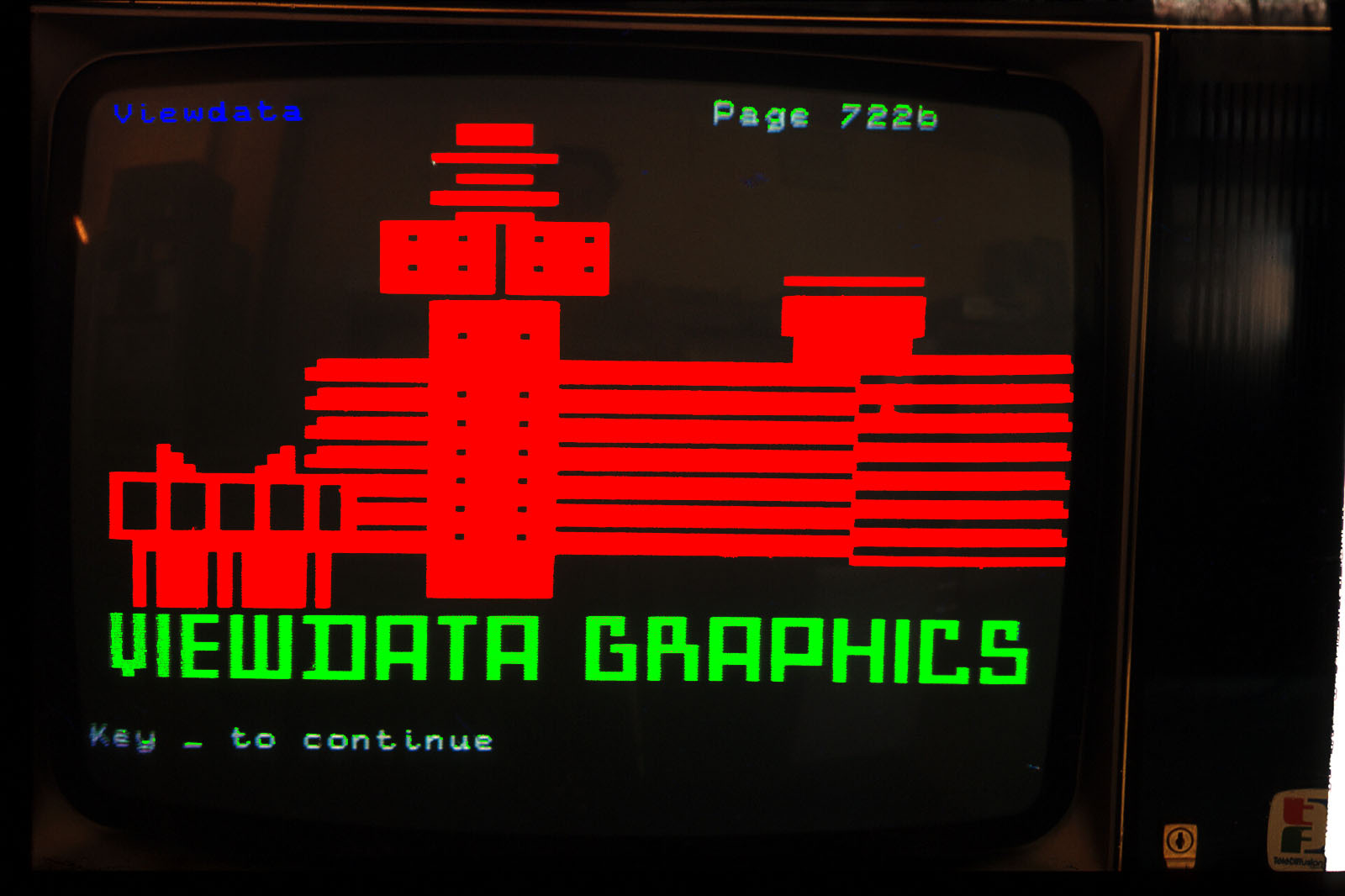
Página de gráficos Viewdata tomada en 1978 en el servicio experimental de la BPO

Viewdata engloba el proceso de solicitud de datos a un ordenador, que son transmitidos por un medio de comunicaciones y se presentan en la pantalla de un terminal. Es una variante del teletexto que incorpora cierta interactividad, así como correo electrónico y consulta de bases de datos. Aunque tuvo poco éxito comercial, especialmente en España, se puede considerar como el inicio de los primeros periódicos electrónicos. El Viewdata se utiliza en el televisor, pero además precisa de un decodificador.

## Historia
El sistema de Viewdata fue pionero en el desarrollo de la transmisión de datos y la presentación interactiva de la información. Permitiendo a los usuarios acceder a diversos servicios como noticias, información meteorológica y financiera, y enviar y recibir correos electrónicos, Viewdata ofrecía una experiencia innovadora en una época anterior a la disponibilidad general de Internet.

### Tecnología
El Viewdata ofrecía una experiencia interactiva a través de la cual los usuarios podían navegar por diferentes páginas de información mediante comandos simples en el teclado de su terminal. Este sistema también permitía la consulta y actualización de bases de datos remotas, facilitando la interacción en tiempo real con la información almacenada en servidores centrales.

### Uso en la televisión
El Viewdata se integraba con el televisor del usuario mediante un decodificador especial, permitiendo la visualización de la información directamente en la pantalla del televisor. Esta integración hizo posible el acceso a la información desde la comodidad del hogar, siendo un precursor de los modernos servicios de información y entretenimiento en línea.

### Lanzamiento y adopción
Inicialmente, el Viewdata solo se veía en Inglaterra. Se dio a conocer en la Exposición Electrónica de Berlín, donde despertó interés por sus capacidades innovadoras. A pesar de su potencial, el Viewdata no logró un amplio éxito comercial y su adopción fue limitada, sin llegar a establecerse como un estándar en la transmisión de datos interactivos.

### Impacto y legado
A pesar de su limitada adopción, el Viewdata dejó un legado significativo en el desarrollo de tecnologías de comunicación y transmisión de datos. Sirvió como un precursor de servicios más avanzados, como Internet y los servicios de información en línea. Además, sentó las bases para el desarrollo de los primeros periódicos electrónicos, marcando el inicio de la era de la información digital.
- Datos: Q3558127